# Фёдоровское (Шашковская сельская администрация)
В том числе в Назаровском сельском поселении есть ещё одна деревня Фёдоровское, но в Назаровской сельской администрации
Фёдоровское — деревня Шашковского сельского округа в Назаровском сельском поселении Рыбинского района Ярославской области .
Деревня расположена на возвышенности, при впадении в речку Колокшу её правого притока Вожи. Автомобильная дорога Рыбинск-Тутаев по левому берегу Волги пересекает Колокшу по мосту непосредственно ниже этого устья. Проселочная дорога к Фёдоровскому, идущая от этой дороги, пересекает Вожу в брод. Эта проселочная дорога, следуя вверх по правому берегу Колокши ведёт к деревням Борзово и далее к Шестовскому или Варварино .
На 1 января 2007 года в деревне проживал 1 постоянный житель. Почта обслуживает в деревне 24 дома. Деревню обслуживает почтовое отделение Ераково. Ераково и Новый посёлок, в котором расположены магазины, находятся на противоположном берегу Колокши, от Фёдоровского к ним ведёт тропа с пешеходным мостиком через Колокшу.